# Asociace spisovatelů
Asociace spisovatelů je oborový spolek českých prozaiků a básníků, který vznikl koncem roku 2014.
Podle svých zakladatelů Asociace vznikla jako odpověď na rostoucí potřebu funkční a akceschopné oborové organizace. Prosazuje profesionální pojetí spisovatelské činnosti a chce dbát na její prestiž. Úřadující předsedkyní asociace je básnířka Anna Luňáková. Členy výboru jsou dále Tereza Semotamová, Tereza Brdečková, Marie Iljašenko a Martin Šinkovský.
Prvním předsedou byl Jan Němec, dalšími pak Václav Kahuda, Ondřej Lipár, Jitka Bret Srbová a Anna Luňáková. Asociace má více než sto členů především (nikoliv však výhradně) ze střední a mladší autorské generace.

## Události
5. a 6. června 2015 uspořádala Asociace spisovatelů v Praze Sjezd spisovatelů 2015, dvoudenní konferenci o literatuře a jejím vztahu ke společnosti a státu, která byla otevřená veřejnosti. Vedle členů asociace zde vystoupili filozofové, sociologové, literární kritici a teoretici jako například Václav Bělohradský, Pavel Janáček, Petr A. Bílek nebo Miroslav Petříček.
Od 15. do 17. září 2022 uspořádala Asociace spisovatelů v prostorách Kampusu Hybernská Sjezd spisovatelů 2022 s mottem „Mluvme spolu“. Mezi řečnicemi a řečníky byli Alena Wagnerová, Klára Vlasáková, Iveta Kokyová, Eva Klíčová, Jan Škrob nebo Alžběta Stančáková, ale vystoupili také zahraniční hosté, mimo jiné ukrajinský spisovatel a básník Jurij Andruchovyč, německy píšící ukrajinský spisovatel a novinář Dmitrij Kapitelman, ukrajinská publicistka Sonya Koshkina nebo běloruský publicista a překladatel Siarhiej Šupa.